# Die Bibel – Samson und Delila
Samson und Delilah ist ein zweiteiliger Fernsehfilm, in dessen Zentrum die schicksalsschwere Liebesgeschichte zwischen dem Richter Samson und der philistinischen Adeligen Delila steht. Der Film basiert auf einer biblischen Begebenheit aus (Ri 13,1-16,31 ).

## Handlung
Die Israeliten werden von den Philistern unterdrückt, und materiell wie auch ideell ausgebeutet. Eines Tages wird der alten Mara ein Kind geboren, dessen Gabe es ist, übermenschliche Körperkraft zu besitzen - Samson. Samsons Mission, sein Volk zu befreien, kreuzt seinen Weg mit der Philisterin Delila, die im Auftrag des Königs den „Retter Israels“ zu Fall bringen soll. Als er ihr das Geheimnis seiner Kraft verrät, die in seinem langen Haupthaar liegt, schreitet die kluge Adelige zur Tat.

## Hintergrund
Action, Stunts, und viel physische Gewalt. Regisseur Nicolas Roeg verfilmte den wohl temporeichsten, und von der Gestaltung des Drehbuchs her am wenigsten bibeltreuen Film der Reihe „Die Bibel“. Dabei kreierte Autor Allan Scott die Kultur der Philister, über die wenig bekannt ist. Einzig die Darsteller Elizabeth Hurley und Dennis Hopper überzeugen in ihren Rollen. Wie bereits bei Die Bibel – Josef und Die Bibel – Jakob wurde mit Eric Thal ein Newcomer engagiert, der neben Ethan Hawke und Max von Sydow in Schnee, der auf Zedern fällt eine Hauptrolle spielte.
Kameramann Raffaele Mertes experimentierte viel mit der Handkamera. Es gibt in diesem Film wenige Aufnahmen und Szenen mit Kamerakran und Steadicam.

## Kritik
„Der Film gerät unter der Regie von Nicolas Roeg zu einem bunten Historiengemälde, das eher am melodramatischen Konflikt der Leidenschaften als an der religiösen Dimension interessiert ist.“

## Synchronisation
- Samson: Patrick Winczewski
- Delila: Heidrun Bartholomäus
- Feldherr Tariq: Joachim Kerzel
- Mara: Renate Rennhack
- König Hanun: Otto Mellies
- Ira: Gerry Wolff
- Manoach: Gerhard Paul
- Naomi: Jale Arıkan
- Prinz Sidqa: Ben Becker
- Harach: Pinkas Braun
- Amrok: Peter Flechtner
- Rani: Marie Bierstedt
- Jehiel: Till Hagen
- Amram: Michael Iwannek
- Der junge Samson: Gerrit Schmidt-Foß
- Joram: Sebastian Knapp
- Mahal: Jürgen Mai